# Amt Gadebusch
Związek Gmin Gadebusch (niem. Amt Gadebusch) – niemiecki związek gmin leżący w kraju związkowym Meklemburgia-Pomorze Przednie, w powiecie Nordwestmecklenburg. Siedziba związku znajduje się w mieście Gadebusch.
W skład związku wchodzi osiem gmin:
1. Dragun
2. Gadebusch
3. Kneese
4. Krembz
5. Mühlen Eichsen
6. Roggendorf
7. Rögnitz
8. Veelböken